# Masoveria de Coromines (l'Esquirol)
La Masoveria de Coromines és una masia a mig camí dels nuclis de Manlleu i Sant Martí Sescorts al terme de l'Esquirol (Osona).

## Arquitectura
Masia de planta rectangular (13 x 14 m), coberta a dues vessants i amb el carener perpendicular a la façana situada a migdia. Consta de planta, pis i golfes. Presenta un cos de porxo adossat, amb les corts a la planta baixa i el porxo al pis. Les corts s'amplien uns metres més amb un cos de corts construït amb peces de gresa. La façana principal presenta a la planta un portal rectangular de gres picat amb llinda datada (1758), un finestral modern i una finestreta de cort amb forjat. Al sector de les corts s'obren un portal i dues finestres. Al primer pis hi ha una finestra central i dues laterals, totes elles emmarcades de gres i ampit d'estuc; al sector Est es troba el porxo, amb barana de ferro. Sota el carener, a les golfes, una finestreta rectangular amb emmarcaments de gres i ampit motllurat i un òcul. La façana Oest presenta a la planta baixa un portal i dues finestres que donen a les corts; al primer pis dues finestres amb els emmarcaments de totxo i llinda de roure. La façana nord presenta a la planta baixa un cobert modern de totxana amb quatre finestres, al primer pis quatre finestres i a les golfes tres més. La façana est presenta al cos de corts dos portals i dues finestres.

## Història
Masoveria del mas Coromines, que pertany al terme de Sant Martí Sescorts, vinculat religiosament a Manlleu i civilment a la senyoria del Cabrerès. La seva demarcació forma part de la batllia del Cabrerès des del segle xv. Ara bé, la parròquia de Sant Martí Sescorts no es refon definitivament amb el municipi de l'Esquirol fins al 1824, quan el Consell de Castella va denegar l'existència de les "Masies de Santa Maria de Corcó", que havia funcionat entre el 1814 i el 1824 amb la capitalitat a Sant Martí Sescorts.